# Quatro Ciàcoe
Quatro Ciàcoe è un mensile italiano in lingua veneta fondato nel 1981.
Il mensile, apolitico e apartitico, si occupa di cultura e tradizioni venete.
Per molti anni Manlio Cortelazzo, professore emerito di Dialettologia italiana presso la Facoltà di Lettere dell'Università di Padova, ha scritto la rubrica "Osservatorio linguistico: Cronache dialettali". Dalla sua scomparsa avvenuta nel 2009, la rubrica è stata scritta dal figlio Michele Cortelazzo, professore presso il dipartimento di studi linguistici e letterari dell'Università di Padova.